# Susanna Noh
Noh Susanna (en hangul, 노수산나; nacida el 25 de agosto de 1986) es una actriz de cine, teatro y televisión surcoreana.

## Vida personal
La actriz estuvo saliendo con Min Jin-woong, excompañero de universidad. La relación duró desde febrero de 2017 hasta el otoño de 2021. Poco después de la separación coincidieron en el reparto de la serie de 2022 Love Is for Suckers, donde sus personajes eran una pareja casada.

## Carrera
Susanna Noh empezó su carrera como actriz de teatro en la compañía Chaimu. Su primera obra fue B Unso en 2010, donde interpretaba a varios personajes. Debutó en televisión en 2015 con la serie Producer, con un pequeño papel, de una escritora de talento. Ese mismo año actuó también en la serie All About my Mom, con el papel de Gong Na-ri, una joven atractiva y malvada.
En 2018 fue miembro del reparto de Let's Eat 3, con el personaje de la enfermera Kim Yoon-ji.
En 2020 participó en la serie To All The Guys Who Loved Me, donde interpretó el personaje de Oh Young-eun, una periodista independiente que forma parte del grupo de amigas de la protagonista y que desearía tener un hijo aun sin casarse.
En agosto de 2021 se confirmó el reparto y se anunció el inminente comienzo del rodaje de la película de suspenso I Am Here, en la que la actriz tendrá un papel protagonista como Ah-seung, una enfermera del Centro de Gestión de Trasplantes de Órganos.

## Filmografía

### Series de televisión
| Año     | Título                                                   | Papel                  | Canal | Notas                                           | Ref.          |
| ------- | -------------------------------------------------------- | ---------------------- | ----- | ----------------------------------------------- | ------------- |
| 2014    | 시월의 어느 멋진 날에 [En un maravilloso día de octubre] | Miss Yang              | SBS   | Drama especial de Año Nuevo Lunar (1-2 febrero) | [ 9 ]         |
| 2015    | 인생 추적자 이재구 [Rastreador de vida Lee Jae-goo]      | Mujer joven            | SBS   | Drama especial (21-22 de febrero)               |               |
| 2015    | Producer                                                 | Publicista             | KBS2  |                                                 |               |
| 2015    | All About my Mom                                         | Gong Na-ri             | KBS2  |                                                 | [ 5 ]         |
| 2016    | Blow Breeze                                              | Jeong-mi               | MBC   |                                                 |               |
| 2017    | My Sassy Girl                                            | Sung-kyung             | SBS   |                                                 | [ 10 ]        |
| 2017    | Argon                                                    | esposa de Ahn Jae-geun | tvN   |                                                 | [ 11 ]        |
| 2017-18 | Mi vida dorada                                           | Kang Myung-shin        | KBS2  |                                                 |               |
| 2018    | Partners for Justice                                     | Han Soo-yeon           | MBC   |                                                 |               |
| 2018    | Let's Eat 3                                              | Heo Yoon-ji            | tvN   |                                                 | [ 6 ]         |
| 2019    | Partners for Justice                                     | Han Soo-yeon           | MBC   | Segunda temporada                               | [ 12 ] [ 13 ] |
| 2020    | To All The Guys Who Loved Me                             | Oh Young-eun           | KBS2  |                                                 | [ 14 ]        |
| 2021    | Bulgasal: Immortal Souls                                 | Lee Su-gyeong          | tvN   |                                                 |               |
| 2022    | Love Is for Suckers                                      | Oh Hye-jin             | ENA   |                                                 | [ 15 ] [ 16 ] |
| 2022    | The Police Station Next to the Fire Station              | Woo Mi-young           | SBS   | Primera temporada                               | [ 17 ]        |
| 2023    | Shin, abogado de divorcios                               | Jin Young-joo          | JTBC  |                                                 | [ 18 ]        |
| 2025    | La isla del tesoro                                       | Kang Lee-hyeon         | SBS   |                                                 | [ 19 ]        |

### Cine
| Año  | Título                           | Hangul                | Papel                    | Notas                             | Ref.          |
| ---- | -------------------------------- | --------------------- | ------------------------ | --------------------------------- | ------------- |
| 2011 | Play                             | 플레이                |                          |                                   |               |
| 2013 | Hide and Seek                    | 숨바꼭질              | Eun-hye                  |                                   |               |
| 2014 | Madonna                          | 마돈나                | Maestra Choi             |                                   |               |
| 2016 | Elephant in the Room             | 방 안의 코끼리        | Hee-jin                  | 3.ª parte: «Lucid dream»          | [ 20 ]        |
| 2017 | The Mimic                        | 장산범                | Oficial de policía Min   |                                   | [ 21 ] [ 22 ] |
| 2018 | Golden Slumber                   | 골든 슬럼버           | Mujer de Moo-yeol        |                                   |               |
| 2019 | Our Body                         | 아워 바디             | Oh Min-ji                |                                   | [ 23 ]        |
| 2019 | Heaven: To the Land of Happiness | 헤븐: 행복의 나라로   |                          |                                   | [ 24 ]        |
| 2020 | Secret Zoo                       | 해치지않아            | Hermana menor de Tae-soo |                                   | [ 25 ]        |
| 2020 | Samjin Company English Class     | 삼진그룹 영어토익반   | Mujer embarazada         |                                   |               |
| 2020 | Like That Again Today            | 그렇게 그렇게 또 오늘 |                          | Parte The Season of the Next Step | [ 26 ]        |
| 2021 | Young Adult Matters              | 어른들은 몰라요       | Ginecóloga               | Aparición especial                | [ 27 ]        |
| 2022 | The Girl on a Bulldozer          | 불도저에 탄 소녀      | Eun-jin                  |                                   | [ 7 ] [ 28 ]  |
| 2023 | I Am Here                        | 나는 여기에 있다      | Shin A-seung             |                                   | [ 8 ] [ 29 ]  |

### Teatro
| Año     | Título             | Papel    | Notas                        | Ref.   |
| ------- | ------------------ | -------- | ---------------------------- | ------ |
| 2010    | B Unso             |          |                              |        |
| 2013    | Love Love Love     | Rosie    |                              |        |
| 2014    | Some girls         |          |                              |        |
| 2014/15 | Vietnam Ski Troops | hijastra |                              |        |
| 2016    | All Most Main      |          |                              |        |
| 2016/17 | Praise for Youth   |          |                              | [ 30 ] |
| 2018/19 | Tok tok            | Lily     | del 27/10/2018 al 10/02/2019 | [ 30 ] |

### Vídeos musicales
| Año  | Título canción   | Artista                      | Ref.   |
| ---- | ---------------- | ---------------------------- | ------ |
| 2021 | Like a Long Time | Jongshin Yoon-Jungah Seonwoo | [ 31 ] |